# 西村純 (小惑星)
西村純（にしむらじゅん、8934 Nishimurajun）は小惑星帯の小惑星である。群馬県大泉町の小林隆男が発見した。
宇宙科学研究所 (ISAS) で大気球による高々度からの科学観測を行い、1988年から92年にかけてはISAS所長を務めた、物理学者の西村純に因んで名付けられた。